# Beth Barr
Elizabeth Cynthia Barr, detta Beth (Pensacola, 17 dicembre 1971), è un'ex nuotatrice statunitense.
Specializzata nel dorso ha vinto la medaglia d'argento nella staffetta 4 × 100 m misti alle Olimpiadi di Seul 1988.

## Palmarès
- Giochi olimpici

1988 - Seul: argento nella staffetta 4 × 100 m mx.
- Giochi PanPacifici

1987 - Brisbane: bronzo nei 200 m dorso.